# Basilica di San Pietro (Cordova)
La basilica di San Pietro è una basilica minore intitolata a San Pietro che si trova nella città andalusa di Cordova, in Spagna. Dalla basilica prende il nome anche la piazza antistante ad essa.

## Storia
Si ritiene che l'edificio sia stato costruito sopra un altro precedente, risalente al IV secolo, il quale ospitava i resti dei martiri cordovani san Gennaro, san Marziale e san Fausto. Dopo la conquista della città da parte del re Ferdinando III di Castiglia nel 1236, egli decise di innalzare una chiesa dedicata a San Pietro per dare un aspetto cristiano alla città, che per diversi secoli era stata sotto il dominio musulmano. La costruzione cominciò verso la fine del XIII secolo e terminò agli inizi del XIV secolo.
L'aspetto attuale della chiesa è dovuto in larga parte a restauri successivi. Parte del campanile e due dei cancelli medievali sono tuttora visibili, mentre un terzo cancello fu aggiunto nel 1542 dall'architetto Hernán Ruiz II. Nel 2006, la chiesa è stata elevata a basilica minore da papa Benedetto XVI. In Spagna è considerato Bien de Interés Cultural.